# Can Canuto
Can Canuto és una obra noucentista de Castellterçol (Moianès) inclosa a l'Inventari del Patrimoni Arquitectònic de Catalunya.

## Descripció
Casa aïllada, alineada al carrer, de planta baixa. Sobresurt una torre de forma poligonal. La porta d'entrada té dues columnes que sustenten un entaulament amb un doble frontó. Adossat a la mitgera hi ha un cos d'edifici de planta baixa i pis el qual té una galeria tancada per vidrieres. Afegit a l'habitatge hi ha un hivernacle de planta poligonal, tot vidriat.

## Història
Casa situada en la primera eixample de la vila, de principis del segle xx, on es començaren a construir les primeres cases de la tipologia ciutat-jardí i que acolliren als primers estiuejants.